# Campeonato Gaúcho de Futebol de 1994 - Série A
O Campeonato Gaúcho de Futebol de 1994 foi a 74ª edição da competição no Estado do Rio Grande do Sul. O torneio envolveu 23 clubes em turno e returno, disputados no sistema de pontos corridos. A proposta de disputa nesses moldes foi justificada pela federação para haver uma diminuição de clubes na primeira divisão. A disputa teve início em 5 de março e o término em 17 de dezembro de 1994. O campeão deste ano foi o Internacional.
O campeonato recebeu a alcunha pela imprensa de "O Interminável".
Uma curiosidade sobre esta edição é que o Grêmio jogou três vezes no mesmo dia, o que o fez entrar para o Guinness Book. Os três jogos foram realizados no dia 11 de dezembro de 1994, e o Grêmio encarou o Aimoré, o Santa Cruz e o Brasil de Pelotas em jogos marcados para 14h, 16h e 18h, respectivamente.

## Participantes
| - Aimoré (São Leopoldo)26ª - Basil-Far (Farroupilha) 2ª - Brasil-PE (Pelotas)39ª - Caxias (Caxias do Sul)33ª - Esportivo (Bento Gonçalves)24ª - Glória (Vacaria) 6ª - Grêmio (Porto Alegre)52ª - Grêmio Santanense (Santana do Livramento)10ª - Guarany-GA (Garibaldi)4ª - Guarani-VA (Venâncio Aires) 4ª - Guarany-CA (Cruz Alta) 8ª - Internacional (Porto Alegre)50ª | - Inter-SM (Santa Maria) 26ª - Juventude (Caxias do Sul)32ª - Lajeadense (Lajeado)12ª - Passo Fundo (Passo Fundo)16ª - Pelotas (Pelotas)38ª - Santa Cruz -RS (Santa Cruz do Sul)25ª - São Luiz (Ijuí) 8ª - São Paulo (Rio Grande)22ª - Ypiranga (Erechim)15ª - Veranópolis (Veranópolis) 1ª - Bagé (Bagé) 23ª |

## Tabela

### Classificação final
Campeão: Sport Club Internacional

## Artilharia
- 24 gols: Paulo Gaúcho (Ypiranga)

## Campeão
| Campeonato Gaúcho de 1994          |
| ---------------------------------- |
| INTERNACIONAL Campeão (32º título) |

## Segunda Divisão
Campeão: Atlético (Carazinho)
Vice-Campeão: 15 de Novembro (Campo Bom)